# Polydesmus falcifer
Polydesmus falcifer är en mångfotingart som beskrevs av Robert Latzel 1884. Polydesmus falcifer ingår i släktet Polydesmus och familjen plattdubbelfotingar.

## Underarter
Arten delas in i följande underarter:
- P. f. falcifer
- P. f. idriensis